# Nicetas annon
Nicetas annon là một loài bướm đêm trong họ Noctuidae.